# Desa Bunder (administrativ by i Indonesien, Jawa Timur, lat -7,18, long 113,53)
Desa Bunder är en administrativ by i Indonesien.   Den ligger i provinsen Jawa Timur, i den västra delen av landet, 700 km öster om huvudstaden Jakarta. Desa Bunder ligger på ön Madura.